# Duke Snider
Edwin Donald "Duke" Snider (Los Angeles, 19 de setembro de 1926 - Escondido, 27 de fevereiro de 2011) foi um jogador de beisebol norte-americano, jogava como center field.
O Brooklyn Dodgers aposentou o número 4 em sua homenagem, pois Duke sempre jogou com ele no clube.[carece de fontes?]
Foi introduzido no Hall da Fama do Baseball em 1980.[carece de fontes?]